# Szilágyi Mihály (helytörténész)
Szilágyi Mihály (Palatinca, 1930. július 7. – Göd, 2023. március 2.) magyar közgazdász, eszperantista, vallás-, had- és helytörténetíró.

## Életútja
1930-ban született Bátaapáti Rozsdásserpenyő településrészén. Első 12 éve Mórágy településhez kötődik, itt végezte alapiskoláját. Néhány évig a pécsi Ciszterci Rend Nagy Lajos Gimnáziumába járt, majd átkerült Bonyhádra az evangélikus gimnáziumba. Érettségi vizsgát a Szekszárdi Garay János Gimnázium-ban tett. 1965-ben közgazdász diplomát szerzett a Marx Károly Közgazdaságtudományi Egyetemen. Két évvel később, 1967-ben, a közgazdaság-tudományok doktora lett. 1968-ban kezdett történetírással foglalkozni.
Munkahelyei: diósgyőri vasmű, kereskedősegéd Tolnán, megyei tanács kereskedelmi osztálya, évekig a Magyar Nemzeti Bank bonyhádi fiókjának vezetője, a Tolna Megyei Önkormányzat osztályvezetőjeként ment nyugdíjba 1991-ben.
Temetése 2023.04.13-án volt Szekszárdon az alsóvárosi temetőben.

### Eszperantó tevékenysége
56 éves korában tanulta meg az eszperantó nyelvet. Elkészítette Lengyel Pál szekszárdi eszperantista nyomdász monográfiáját. A Magyar Eszperantó Szövetség Tolna Megyei Eszperantó Bizottságának elnöke lett 1988-ban.

## Publikációi
1968–1989-ig 54 munkája jelent meg nyomtatásban: könyvismertetések, tanulmányok Tolna Megye történelméből, boszorkányégetésekről, a bonyhádi zsidóságról, Lengyel Pál szekszárdi eszperantista nyomdászról. Életművének egyik jelentős munkája a grabóci szerb ortodox kolostor 400 éves történetét feldolgozó mű, mely a Megyei Helytörténeti Pályázaton 1999-ben első díjas lett. Nyugdíjazása után nyomtatásban megjelent munkáinak száma elérte a 120-at. 

### Főbb művei
- Schweitzer József–Szilágyi Mihály: A Tolna megyei zsidók története 1867-ig; előszó Schreiber Sándor; MIOK, Bp., 1982 (A magyarországi zsidó hitközségek monográfiái)
- Boszorkányperek Tolna megyében; Szekszárdi Ny., Szekszárd, 1983
- Igazságszolgáltatás a régi Szekszárdon; Szekszárdi Nyomda Miniatűrkönyv-gyűjtők Klubja, Szekszárd, 1985
- Lengyel Pál eszperantista nyomdász, újságíró, akadémikus / Pažlo Lengyel esperantista presisto, ĵurnalisto, akademiano; eszperantóra ford. Demeter Annamária; Magyar Eszperantó Szövetség Tolna Megyei Bizottsága–Szekszárdi Nyomda] Szekszárd, 1988
- A bűvös számok; ill. Tövisháti András; Szekszárdi Ny., Szekszárd, 1989
- Mórágy; közrem. Garami Péter et al.; Önkormányzat, Mórágy, 1992
- Dokumentumok a zsidóság üldöztetésének történetéhez. Iratok a Tolna Megyei Levéltárból; összeáll., bev. Szilágyi Mihály, előszó Ságvári Ágnes; Magyar Auschwitz Alapítvány Holocaust Dokumentációs Központ, Bp., 1994 (Holocaust Magyarországon sorozat)
- A grábóci szerb ortodox kolostor története; Babits, Szekszárd, 1999
- Gyönk; szerk. Gaál Attila; Száz Magyar Falu Könyvesháza Kht., Bp., 2000 (Száz magyar falu könyvesháza)
- Szabó Péter–Szilágyi Mihály: Tolnai honvédek a Donnál, 1942–1943; Babits, Szekszárd, 2001
- Boszorkány volt-e Zsuzsánna? Korrajz a 17-18. század fordulójáról; grafológiai jellemzések Demeter Anikó; Magyar Tudománytörténeti Intézet, Piliscsaba, 2004
- A Tolna megyei nemzetőrség története, 1848–49, 1956, 2000; Babits, Szekszárd, 2006
- 77 bölcsesség, megannyi dőreség. Könnyű olvasmány nehéz időkre. A világirodalomból szemelgette Szilágyi Mihály; Babits, Szekszárd, 2007
- Dél királynője. Kisregény; Babits, Szekszárd, 2010
- Szilágyi Mihály–Peter Glöckner: Mórágy; Mórágy, Önkormányzat, 2022

## Díjai, elismerései
- Pro Urbe Szekszárd – 1990
- Millecentenáriumi Emlékérem
- Bél Mátyás-díj – 2006
- Egyed Antal-díj – 2020

## Tagsága
- Tudományos Ismeretterjesztő Társaság – 1960
- Orvostörténeti Társaság – 1980
- Magyar Történelmi Társulat – 1980
- Szekszárdi Várostörténeti Klub
- Tolna Megyei Honismereti Egyesület – 1992
- Magyar-Török Baráti Társaság
- Lengyel Pál Eszperantó Egyesület – 1986
- Magyar Eszperantó Szövetség Tolna Megyei Bizottsága (elnöke is) – 1988